# لوريت شاربي
لوريت أوجيني أدريان مارغي شاربي (بالفرنسية: Lorette Eugenie Adrienne Margue Charpy)‏ هي لاعبة جمباز فني فرنسية ولدت في يوم 3 ديسمبر 2001 في بلدة أنوناي في فرنسا. أبرز إنجازاتها هو فوزها بالميدالية الفضية في بطولة أوروبا لألعاب أوروبا 2019.